# Armin Spahic
Armin Spahic (* 29. September 2000 in Deutschlandsberg) ist ein österreichischer Fußballspieler.

## Karriere
Spahic begann seine Karriere beim SV Lebring. Zur Saison 2017/18 wechselte er zum sechstklassigen USV Hengsberg. In Hengsberg kam er insgesamt zu 36 Einsätzen in der Unterliga. Im Jänner 2020 wechselte er eine Liga tiefer zum FC Preding. Für Preding spielte er neunmal in der siebtklassigen Gebietsliga. Im Februar 2021 schloss er sich dem sechstklassigen SV Gralla an, für den er aber aufgrund des COVID-bedingten Saisonabbruchs nie zum Einsatz kam. Zur Saison 2021/22 wechselte er zum fünftklassigen FC Gratkorn, für den er sechsmal in der Oberliga auflief.
Zur Saison 2022/23 wechselte Spahic nach Bosnien und Herzegowina zum Zweitligisten NK Gradina Srebrenik. Für Gradina spielte er 29 Mal in der Prva Liga FBiH und erzielte dabei vier Tore. Im August 2023 wechselte er zum Ligakonkurrenten NK TOŠK Tešanj, für den er zweimal in 21 Partien traf. Zur Saison 2024/25 zog er weiter innerhalb der Liga zum FK Tuzla City. Für Tuzla spielte er zwölfmal in der zweiten Liga und erzielte drei Tore.
Im Februar 2025 kehrte Spahic nach Österreich zurück und schloss sich dem Zweitligisten SV Horn an. Sein Debüt in der 2. Liga gab er im selben Monat, als er am 17. Spieltag der Saison 2024/25 gegen die SV Ried in der 65. Minute für Dragan Marceta eingewechselt wurde. Für Horn kam er zu zwölf Einsätzen, ehe der Verein zu Saisonende aus der 2. Liga abstieg. Daraufhin verließ er Horn nach der Saison 2024/25 wieder.